# أبو طالب الحديثي
أبو طالب الحديثي هو أبو طالب روح بن أحمد بن محمد بن أحمد بن صالح الحديثي البغدادي الشافعي (502 هـ-15 محرم 570 هـ) قاضي القضاة .

## رواية الحديث
ولد أبو طالب الحديثي سنة 502ه، سمع الحديث عن إسماعيل بن الفضل الجرجاني ومحمد بن عبد الباقي البجلي وهبة الله بن الحصين، وسمع منه: عمر بن علي القرشي. وروى عنه: إسفنديار ابن الموفق وبالإجازة ابن مسلمة.
وصفه محب الدين ابن النجار قائلاً: كان متديناً حسن الطريقة عفيفاً نزيهاً.

## منصب قاضي القضاة
وفي ربيع الثاني سنة 566 هـ ولاّه الخليفة العباسي المستضيء بأمر الله منصب قاضي القضاة ببغداد رغم رفضه وامتناعه، وقد بقي في منصبه حتى وفاته في 15 محرم 570 هـ.

## إبنه
لقاضي القضاة أبو طالب الحديثي ابن مارس القضاء هو الآخر وهو أبو المعالي عبد الملك بن روح وقد صدرت الاوامر بتعيينه قاضياً للقضاة خلفاً لأبيه الا انه مرض وتوفي بعد ابيه بأسابيع قليلة.

## وصلات خارجية
- الكتب - سير أعلام النبلاء - الطبقة الثلاثون - الحديثي- الجزء رقم21 - إسلام ويب
- الحديثي أبو طالب روح بن أحمد بن محمد بن محمد - The Hadith Transmitters Encyclopedia